# Melanagromyza walleyi
Melanagromyza walleyi är en tvåvingeart som beskrevs av Spencer 1986. Melanagromyza walleyi ingår i släktet Melanagromyza och familjen minerarflugor.
Artens utbredningsområde är Tennessee. Inga underarter finns listade i Catalogue of Life.